# Iléus Papillon
Iléus Papillon est un poète, journaliste et sociologue, né le 8 juin 1984 à Port-Margot, commune du département Nord d’Haïti.
Il a participé à plusieurs ouvrages traitant de thématiques diverses : lutte des femmes, littérature, science ouverte, etc.

## Biographie
Né à Port-Margot le 8 juin 1984, Iléus Papillon est détenteur d’une licence en sociologie et anthropologie à la Faculté d’ethnologie de l’Université d'État d'Haïti de 2008 à 2012. Il a aussi reçu, en 2008, une formation en communication radio-télé. De 2014 à 2016, il a fait une maîtrise en histoire, Mémoire et patrimoine, à l'Institut d'études et de recherches africaines d'Haïti (IERAH/ISERSS), à l'Université d’État d’Haïti. Il est à la fois poète, diseur, journaliste et plusieurs de ses textes poétiques et articles sont publiés dans des quotidiens et magazines nationaux et internationaux, tels que : Île en île, Afrolivresque et autres. Il publie son premier recueil de poésie, Dans la prison de ton corps, en 2009.

## Œuvres
Poésie
- Dans la prison de ton corps. Port-au-Prince : Imprimerie Vilsin, 2009.
- Tessons de vers. Port-au-Prince : Éd. Bois d’Orme, 2010 ; 2e édition modifiée : Port-au-Prince : Presses nationales d’Haïti, 2012[4].
- Tribòbabò. Pòtoprens : Près Nasyonal d’Ayiti, 2012.

Articles
- « Quand les vagins s’adressent aux étudiants ». Le Nouvelliste (novembre 2011)[5].
- « Dans Tach Solèy le poète Clément Benoit II se détache ». Haïti Press Network (décembre 2011)[6].
- « Une Université « dominicaine » dans le Nord historique d’Haïti. Campus Roi Henry Christophe de l’Université d’État d’Haïti : Affront à la Nation haïtienne ». Revue L’Indigène (février 2012) et Tribune (avril 2012).

Corédaction
- Portraits de femmes militantes haïtiennes

## Distinctions
- 2009 : Lauréat de la première édition du concours de poésie « Ronde des talents », Pastorale universitaire de Port-au-Prince.
- 2012 : Lauréat (3e place) du Concours organisé lors du 35e anniversaire de la Radio nationale d’Haïti, avril 2012.